# Marzena Machałek

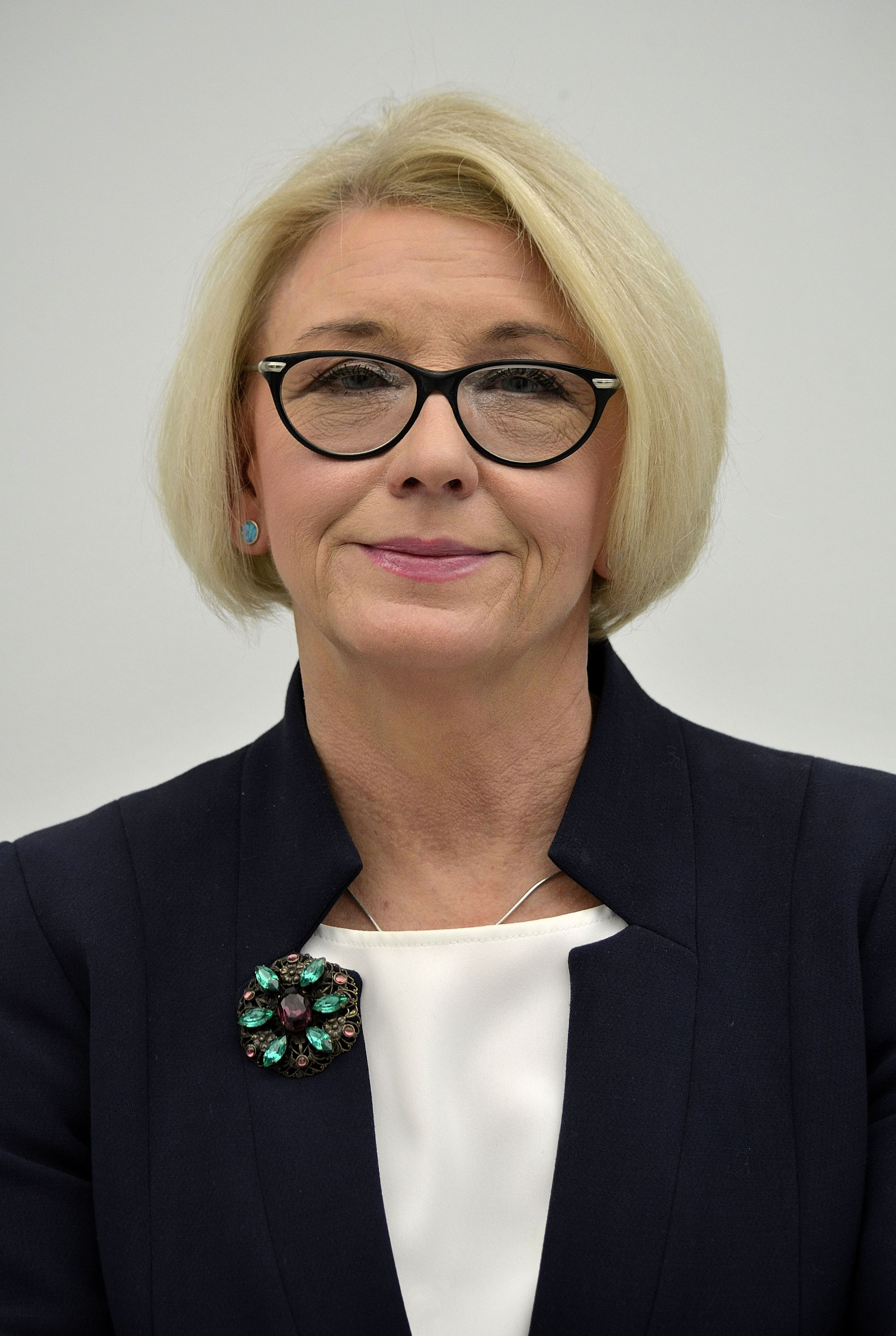
Marzena Machałek

Marzena Anna Machałek (* 29. August 1960 in Breslau) ist eine polnische Politikerin und Abgeordnete des Sejm in der V. und VI. Wahlperiode.
Sie beendete das Studium der Polonistik an der Universität Breslau. Sie arbeitete als Lehrerin in einer Grundschule. Sie war Stadträtin und stellvertretende Bürgermeisterin von Kamienna Góra. 2006 wurde sie Bildungskuratorin von Dolny Śląsk (Niederschlesien). Bei den Kommunalwahlen im selben Jahr erwarb sie ein Abgeordnetenmandat im Sejmik der Woiwodschaft Dolny Śląsk. Sie gab ihr Mandat jedoch einige Tage nach der Vereidigung zurück und wurde dafür als Nachfolgerin von Jan Zubowski (der das Amt des Stadtpräsidenten von Głogów übernahm) Abgeordnete des Sejm.
Bei den Parlamentswahlen 2007 wurde sie mit 11.109 Stimmen über die Liste der Prawo i Sprawiedliwość (Recht und Gerechtigkeit – PiS) für den Wahlkreis Legnica erneut Abgeordnete. Sie ist Mitglied der Sejm Kommissionen für Erziehung, Wissenschaft und Jugend, sowie Kommunale Selbstverwaltung.